# Parapjega
Parapjega (eng. paraspeckle) je pojam kojim u anatomiji označava nepravilno oblikovani dio stanice, približno 0,2-1 μm veličine, koji se nalazi u međukromatinskom prostroru stanične jezgre. Prvi je put zabilježeno u stanicama HeLa, gdje ih je uglavnom oko 10-30 po jezgri, a dana se zna da parapjege također postoje u svim ljudskim primarnim stanicama, transformiranim staničnim linijama i sekcijama tkiva. Ime je izvedeno od njihove razdiobe u stanici; "para" je kraći oblik za usporedno (eng. parallel), a pjega (eng. speckle) odnosi se na srastajuće pjege s kojima su uvijek u bliskom susjedstvu. Funkcija im još nije poznata, ali vjerojatno bi mogli lokalizirati bjelančevine u stanici.